# 西川俊介
西川 俊介（にしかわ しゅんすけ、1994年4月4日 - ）は、日本の俳優。
群馬県前橋市出身。ルビーパレード所属。

## 略歴
- 2013年、「第26回ジュノン・スーパーボーイ・コンテスト」で準グランプリおよび特別賞を受賞し[2][3]、ケイダッシュに所属。
- 2014年、ドラマ『GTO』で俳優デビュー[2][3]。
- 2015年、スーパー戦隊シリーズ『手裏剣戦隊ニンニンジャー』伊賀崎天晴 / アカニンジャー役で初主演[4][2][3]。オーディション合格当時は大学生であったものの撮影を優先し、1年間休学[3]。
- 2017年、ルビーパレードへ移籍。
- 2021年、GRANDJETTへ移籍[5]。前事務所ルビーパレードは業務提携扱いとなる。
- 2023年、2代目草津温泉アンバサダーに就任[6]。

## 人物・エピソード
中学時代は野球、高校時代はバスケットボールに熱中していた。『ニンニンジャー』第21話（忍びの21）での野球エピソードは西川の要望により採用されたもので、撮影も西川が中学時代に使用していた地元群馬県のグラウンドを用いた。『ニンニンジャー』監督の中澤祥次郎は西川の運動神経の良さを評価しており、特に映画『手裏剣戦隊ニンニンジャー THE MOVIE 恐竜殿さまアッパレ忍法帖!』ではいい画が撮れたと述べている。
『ニンニンジャー』で演じた伊賀崎天晴は、西川自身に似ていると言われる。西川は、番組終了後のインタビューでは一部否定していたが、後年のインタビューでは自身でも似ていると実感していることを述べている。一方で人見知りな面もあり、途中参加した多和田秀弥とは打ち解けるまでに時間がかかったという。監督の中澤は、自由でありながら人見知りという天然な部分が魅力であると評している。
『ニンニンジャー』のファーストカットは足元のみが映るシーンであったが、カメラマンの松村文雄から「顔がなっていない」と怒られ、画面に映らない部分でも気を抜いてはいけないことを教えられ身が引き締まる思いであったという。その後、変身シーンの撮影で初めて衣裳を纏い緊張感や責任感を感じていたところ、松村から「顔がヒーローらしく引き締まった」と言われ嬉しく感じたことを述べている。西川自身は松村から好かれていると自負しており、松村から「できないやつほど可愛い」と言われたり、松村が『ニンニンジャー』を離れていた時期にも西川を訪ねにセットに来るなどしていたという。
子供のころに見ていたスーパー戦隊シリーズは『救急戦隊ゴーゴーファイブ』。

## 出演

### テレビドラマ
- GTO（2014年7月8日 - 9月16日、関西テレビ・フジテレビ系） - 国分つかさ 役
- スーパー戦隊シリーズ（テレビ朝日）
  - 手裏剣戦隊ニンニンジャー（2015年2月22日 - 2016年2月7日） - 主演・伊賀崎天晴 / アカニンジャー 役
  - 手裏剣戦隊ニンニンジャーVS仮面ライダードライブ 春休み合体1時間スペシャル（2015年3月29日） - 伊賀崎天晴 / アカニンジャー 役（竹内涼真とW主演）
  - 4週連続スペシャル スーパー戦隊最強バトル!!（2019年2月17日 - 3月10日） - 伊賀崎天晴 / アカニンジャー 役[9]
- AKBラブナイト 恋工場 第27話（2016年7月28日、テレビ朝日） - 陽太 役
- 土曜ワイド劇場「100の資格を持つ女(12)」（2017年3月4日、ABCテレビ・テレビ朝日系） - 吉岡雅也 役
- 覚悟はいいかそこの女子。 第3話（2018年7月9日、MBS / 7月11日、TBS） - 宇山晶 役[10]
- Re:フォロワー 第1話（2019年10月6日、ABCテレビ・テレビ朝日系） - デートクラブのメンバー 役
- 闇芝居(生)（テレビ東京）[11]
  - 第一話「お隣さん」（2020年9月10日） - ある男 役
  - 第四話「エレベーターの女」（2020年10月1日） - 哲司 役
  - 第十話「女のカゲ」（2020年11月12日） - 夫 役
- ハルとアオのお弁当箱 第10話（2020年12月15日、BSテレ東） - 黄島 役
- 彼が僕に恋した理由（TOKYO MX） - 高瀬亮 役
  - 年末ドラマスペシャル（2020年12月28日）[12]
  - SEASON2（2021年4月9日 - 6月11日）[13]
  - スペシャルドラマ2022（2022年11月26日）[14]
- アイドルだった俺が、配達員になった。 第2話 - 最終話（2023年7月10日 - 8月21日、BSフジ） - 神谷龍 役[15]
- 大奥 Season2「医療編」 第15話（2023年10月31日、NHK総合） - 永野 役
- ミワさんなりすます 第12回（2023年11月2日、NHK総合） - カップル 役
- ときめき爆弾（2024年12月2日 - 2025年2月17日、テレビ愛知） - 橘紘一 役[16]

### バラエティ番組
- 戦国炒飯TV 〜なんとなく歴史が学べる映像〜（2020年10月 - 12月、TOKYO MX 他）[17]
  - 『信プレックス』（10月11日 - 11月15日） - 上杉謙信 役
  - 『元気すぎる居酒屋』 第4回「やがさんぼん」（12月6日） - 小早川隆景 役

### 映画
- スーパー戦隊シリーズ（東映）
  - 烈車戦隊トッキュウジャーVSキョウリュウジャー THE MOVIE（2015年1月17日） - アカニンジャーの声 役
  - スーパーヒーロー大戦GP 仮面ライダー3号（2015年3月21日） - 伊賀崎天晴 / アカニンジャー 役
  - 手裏剣戦隊ニンニンジャー THE MOVIE 恐竜殿さまアッパレ忍法帖!（2015年8月8日） - 主演・伊賀崎天晴 / アカニンジャー 役
  - 手裏剣戦隊ニンニンジャーVSトッキュウジャー THE MOVIE 忍者・イン・ワンダーランド（2016年1月23日） - 主演・伊賀崎天晴 / アカニンジャー 役
  - 劇場版 動物戦隊ジュウオウジャーVSニンニンジャー 未来からのメッセージ from スーパー戦隊（2017年1月14日） - 伊賀崎天晴 / アカニンジャー 役
- HiGH&LOW シリーズ（松竹） - LASSIE 役[18]
  - HiGH&LOW THE MOVIE 2 / END OF SKY（2017年8月19日）
  - HiGH&LOW THE MOVIE 3 / FINAL MISSION（2017年11月11日）
  - DTC -湯けむり純情篇- from HiGH&LOW（2018年9月28日）
- ボーダーライン（2017年12月16日、AMGエンタテインメント） - 長峰健太 役[19]
- クロガラス1（2019年3月9日、エイベックス・ピクチャーズ）- 和輝 役[20]
- 恋するふたり（2019年5月3日、ユナイテッドエンタテインメント） - パプリカ 役[21]
- 青の生徒会 参る! season1 花咲く男子たちのかげに（2020年3月27日、ジェイロック） - 榊遼 役
- 今日から俺は!!劇場版（2020年7月17日、東宝） - 西川宏伸 役[22]
- 私だってするんです（カッシー） - 主演・江田創世 役（加藤智子とW主演）[23]
  - 私だってするんです1（2022年3月11日）
  - 私だってするんです2（2022年3月12日）
- ARAKAWA UNDER 9 -Episode1-（2023年11月26日、サンパール荒川にて上映、KEITO）
- ドラレコ霊（2024年2月23日、ノースシーケイワイ） - 光留 役[24]
- サイボーグ一心太助（2025年1月24日、エクストリーム） - 岩山進次郎 / サイボーグロック1 役[25][26]
- 台風なんだって、明日（2026年公開予定） - 柿沼純 役[27][28]

### オリジナルビデオ
- 帰ってきた手裏剣戦隊ニンニンジャー ニンニンガールズVSボーイズ FINAL WARS（2016年6月22日、東映ビデオ） - 主演・伊賀崎天晴 / アカニンジャー 役

### 舞台
- APHΣ REBELLION-アレス・レベリオン-（2016年6月23日 - 26日、あうるすぽっと） - 主演・クロア 役[29]
- 朗読劇『僕とあいつの関ヶ原』 青竹チーム（2016年7月7日・9日、天王洲 銀河劇場） - 小早川秀秋 役[30]
- 天球儀（2016年8月12日 - 21日、紀伊國屋ホール） - 出口園 役
- 方南ぐみ企画公演『伊賀の花嫁』（2017年1月13日 - 22日、博品館劇場） - 小暮研三 役[31]
- time trouble 齢30 GO→S!チーム（2017年6月6日 - 11日、赤坂CHANCEシアター）
- Fate/Grand Order THE STAGE-神聖円卓領域キャメロット-（2017年7月14日 - 17日・9月29日 - 10月8日、Zeppブルーシアター六本木） - アーラシュ 役[32]
- 泪橋ディンドンバンド2〜傷だらけの夕陽〜（2017年11月4日 - 12日、博品館劇場） - 木之本慶太 役[33]
- ミュージカル・リズムステージ「夢色キャスト」（2018年2月7日 - 11日、AiiA 2.5 Theater Tokyo） - 主演・朝日奈響也 役[34]
- 暁のヨナ〜緋色の宿命編〜（2018年11月15日 - 25日、EXシアター六本木） - ジェハ 役[35]
- 方南ぐみ企画公演『THE面接』（2019年4月24日 - 4月30日、下北沢OFF・OFFシアター） - 御茶ノ水 役[36]
- 水木英昭プロデュース 山田邦子芸能生活40周年記念公演「山田邦子の門」（2019年5月22日 - 29日、紀伊國屋サザンシアター TAKASHIMAYA / 6月5日・6日、名古屋市青少年文化センター アートピアホール）[37]
- 劇団アメコミリーグVol.2 「ガードマンズ・オブ・マクハリー」（2019年11月14日 - 17日、神保町花月）[38]
- ダブルヘッダー特別公演『おおきく振りかぶって』/『おおきく振りかぶって 秋の大会編』（2020年2月14日 - 24日、サンシャイン劇場） - 叶修悟 役[39]
- 天下統一恋の乱 Love Ballad〜伊達政宗編〜（2020年4月18日 - 26日（公演延期）、三越劇場） - 真田幸村 役[40]
- 劇・Hilcrhyme -Lost love song-（2021年6月6日、EX THEATER ROPPONGI） - バーテンダー 役[41]
- 九識のスプリント〜いざ、駆ける瞬間〜（2021年10月27日 - 11月3日、江戸川区総合文化センター 小ホール） - 大城太郎 役[42]
- 淡海乃海－現世を生き抜くことが業なれば－（2022年5月20日 - 29日（一部公演中止）、東京ドームシティ シアターGロッソ） - 六角義治 役[43]
- 遠き日の落球〜あの時から続いているから今なんだ〜（2023年2月15日 - 19日、シアターアルファ東京） - 主演・塚原孝弘 役
- 第74回 魔界-SHADOWS OF WAR-（2023年3月16日、かめありリリオホール） - 武田義信 役
- 信長未満—転生光秀が倒せない—（2023年3月23日 - 26日、KAAT 神奈川芸術劇場 ホール） - 村井長頼 役[44]
- UGM Kreis SECOND STEP『こぼれるかけら』（2023年4月12日 - 16日、Hall Mixa ホールミクサ） - 橘真澄 役
- パフォーマンスユニットTWT VOL.12『SANADA Ⅺ』（2023年6月9日 - 18日、吉祥寺シアター） - 真田大助 役
- 劇団たいしゅう小説家 present`s「うみねこ荘のヌシ」（2023年12月20日 - 24日、萬劇場） - 山内亮一 役
- CHERRY BOYS〜GRADUATION〜 Team PEACH（2024年2月2日 - 11日、上野ストアハウス） - 主演・赤井和貴 役
- 舞台 京極の轍-京羅戦争編-powered byヒューマンバグ大学（2024年5月17日 - 26日、新宿FACE） - 仙石薫 役[45]

### イベント
- ACTORS☆LEAGUE 2021（2021年7月20日、東京ドーム）[46]
- ACTORS☆LEAGUE in Baseball 2022（2022年8月22日、東京ドーム）[47]
- ACTORS☆LEAGUE in Baseball 2023（2023年7月3日、東京ドーム）[48]
- ACTORS☆LEAGUE in Baseball 2025（2025年6月30日、明治神宮野球場）[49]

### 配信ドラマ
- 恋愛ドラマな恋がしたい〜Kiss to survive〜（2019年8月10日 - 10月26日、AbemaTV） - シュンスケ 役[50]
- 初めての愛（2024年5月10日、YouTube） - 名和元樹 役
- 初めての君（2024年6月21日、YouTube） - 名和元樹 役
- 俺、どうやら不倫しているらしい…（2024年12月3日、FANY:D） - 主演・高山正志 役[51]
- BLレッスン -雪之丞さんにはさからえない-（2025年5月27日、FANY :D） - 主演・永澤輝星 役
- 愛のハイエナ「ツインズ・ラブ」（2025年7月29日 - 8月19日、ABEMA） - シュンスケ 役[52]

### PV
- スズキ ジムニー ノマド プロモーションビデオ（2025年）

### CM
- バンダイ「ニンニンジャー変身シリーズ」（2015年）
- 三井住友カード 家族ポイント「10%家族になろう」篇（2022年）

### アプリ
- #100キス 044「3度目のリスタート」（2021年5月3日、KISSMILLe 100シーンの恋・チャット小説） - 颯太 役[53]

## 書籍

### 写真集
- DIAMOND（2016年1月15日、主婦と生活社）ISBN 978-4-391-14818-3